# Харолд Лојд
Харолд Лојд (енгл. Harold Lloyd; Бурчард, 20. април 1893 — Беверли Хилс, 8. март 1971) био је амерички глумац. Комичар из неме епохе, оригиналног стила. Филмови: Бакин момак, Млађи брат, Луди четвртак. Преминуо је у 77. години 8. марта 1971. од рака простате на Беверли Хилсу, Калифорнија.
Лојд, заједно са Чарли Чаплином и Бастером Китоном, се сматра као један од најутицајнијих филмских комичара из доба немог филма. Лојд је снимио скоро 200 комедија, немих и „звучних“, између 1914. и 1947. године. Његов лик „Наочара“ у наочарима био је сналажљив и успешан у потрази за успехом који се подударао са цајтгајстом Сједињених Држава из периода 1920-их.
Његови филмови често су садржавали „узбудљиве секвенце“ продужених сцена јурњаве и храбре физичке подвиге. Сцена где Лојд виси са казаљки на сату високо изнад улице у филму Сигурност на последњем месту (1923) сматра се једном од најтрајнијих слика у историји биоскопа. Лојд је сам изводио мање вратоломије, упркос томе што се повредио у августу 1919. радећи рекламне слике за студио Роуч. Несрећа са бомбом која је погрешно означена као реквизит довела је до губитка палца и кажипрста десне руке (повреда је прикривена на будућим филмовима употребом посебне простетске рукавице, а на екрану се готово није могла открити).

## Детињство
Лојд је рођен 20. априла 1893. у Бурчарду, као син Џејмса Дарсија Лојда и Саре Елизабет Фрејжер. Његови прадеда и деда по оцу били су Велшани. 1910. године, након што је његов отац имао неколико неуспеха у пословном подухвату, Лојдови родитељи су се развели и његов отац се преселио са сином у Сан Дијего. Лојд је од малих ногу глумио у позоришту, али је у Калифорнији почео да глуми у комедијама са једним колутом око 1912.

## Каријера

### Неми кратки филмови
Лојд је радио са филмском компанијом Томаса Едисона, а његова прва мала улога била је индијанац Јаки у продукцији The Old Monk's Tale. Са 20 година, Лојд се преселио у Лос Ангелес, и добио је улоге у неколико комедија Кејстоун филм компаније. Такође га је ангажовао Универзал студио као статисту и убрзо се спријатељио са пресперитивним редитељем Халом Роучом. Лојд је започео сарадњу са Роучом који је основао сопствени студио 1913. Роуч и Лојд су створили лик Усаменика Лука, по узору на успешне филмове Чарлија Чаплина.
Лојд је 1914. ангажовао Бејб Даниелс као споредну глумицу; њих двоје су били у романтичној вези и били су познати као „Дечак” и „Девојчица”. Године 1919, она је напустила Лојда како би посветила својим драмским аспирацијама. Касније те године, Лојд је заменио Даниелсову са Милдред Дејвис, са којом ће се касније оженити. Хал Роуч је затражио од Лојда да надгледа Дејвисову у филму. Наводно, што је Лојд више пажње посвећивао Дејвисовој то му се више свиђала. Лојдова прва реакција када ју је срео била је да је „изгледала као велика француска лутка”.

## Филмографија
| Улоге Харолд Лојд |                              |               |       |          |
| Година            | Српски назив                 | Изворни назив | Улога | Напомена |
| 1981.             |                              |               |       |          |
| 1959.             |                              |               |       |          |
| 1959.             |                              |               |       |          |
| 1953.             |                              |               |       |          |
| 1950.             |                              |               |       |          |
| 1947.             |                              |               |       |          |
| 1938.             |                              |               |       |          |
| 1936.             |                              |               |       |          |
| 1934.             |                              |               |       |          |
| 1932.             |                              |               |       |          |
| 1930.             |                              |               |       |          |
| 1928.             |                              |               |       |          |
| 1927.             |                              |               |       |          |
| 1926.             |                              |               |       |          |
| 1925.             |                              |               |       |          |
| 1924.             |                              |               |       |          |
| 1924.             |                              |               |       |          |
| 1923.             | Сигурност на последњем месту |               |       |          |
| 1923.             |                              |               |       |          |